# بلویو (تگزاس)
بلویو، تگزاس(به انگلیسی: Bellevue, Texas) شهری در ایالت تگزاس از ایالات جنوبی ایالات متحده آمریکا است. در سرشماری سال ۲۰۰۰، جمعیت این شهر ۳۸۶ نفر اعلام شد.